# Lisa Lampanelli
Lisa Lampanelli (születési nevén Lisa Marie Lampugnale; Trumbull, Fairfield megye, Connecticut, 1961. július 19. –) amerikai stand-up komikus, színésznő.
Sértő humora miatt a Queen of Mean (kb. A gonoszság királynője), illetve a Lovable Queen of Mean (A gonoszság szerethető királynője) beceneveket kapta.

## Élete
A connecticuti Trumbullban született, középosztály-beli családba. Nagyszülei közül három olasz származású volt, egy pedig lengyel. Anyja, Gloria a rendőrségen dolgozott, míg apja a Sikorsky Aircraftnél dolgozott, később festő lett. Római katolikus iskolákban tanult, 
a Boston College-en és a Syracuse Egyetemen tanult újságírást, majd a Harvardon tanult.
Szerkesztő volt a Popular Mechanics magazinnál, illetve asszisztens a Rolling Stone-nál. Dolgozott a Spy magazinnál is. Egy Spy magazinról szóló könyv így írta le: "egy átlagos heavy metal-rajongó."  Később elmondta: "Igazi újságíró voltam a Rolling Stone-nál. Interjúkat készítettem azokkal a kurva hajmetal bandákkal: Cinderella, Slaughter."

## Karrierje
Stand-upos karrierjét a kilencvenes években kezdte. Először Chevy Chase 2002-es roastján (égetés) szerepelt. Ezután részt vett Denis Leary, Pamela Anderson, Jeff Foxworthy, Flavor Flav, William Shatner, David Hasselhoff és Donald Trump "égetésén" is, illetve Larry the Cable Guy égetésének műsorvezetője volt. Gyakran szerepelt a The Howard Stern Show roast-jain is.
2005-ben megjelent első önálló estje Take It Like a Man címmel, illetve szerepelt a 2006-os Larry the Cable Guy: Health Inspector című filmben is, valamit megjelent a VH1 So NoTORIous című vígjátéksorozatában is cameo szerepben. Szerződést kötött a Fox-szal is; a Big Loud Lisa című vígjátéksorozatot a 2006-2007-es televíziós szezonra tervezték. Lampanelli második önálló estje 2006 őszén jelent meg Dirty Girl címmel. A CD és DVD 2007. január 30-án került piacra a Warner Bros. Records gondozásában. Szerepelt a Delta Farce és Fúrófej Taylor című filmekben is.
2008. november 21.-én rögzítette első egy órás önálló estjét, amely a Lisa Lampanelli: Long Live the Queen címet kapta. A különkiadás 2009. január 31.-én került adásba, rendezője pedig Dave Higby volt, aki a Dirty Girlt is rendezte. 2010 decemberében elkészült a Tough Love című önálló estje, amelyet újfent Higby rendezett. A különkiadást 2011 tavaszán vetítette a Comedy Central. 2012-ben újabb show-ja jelent meg Bring Back the Fat Chick címmel.
Back to the Drawing Board című albumát Grammy-díjra jelölték.
2018. október 30.-án felhagyott a stand-up comedy műfajával, és life coach lett.
Szerepelt a The Celebrity Apprentice című műsorban is, ahol több kritikát kapott dührohamai és a többi versenyzővel való bánásmódja miatt.

## Magánélete
2010. október 2-án házasodott össze Jimmy Cannizzarróval. 2014 májusában benyújtotta a válópert.
Az LMBTQ mozgalom támogatója.

## Hatásai
Humorára a Dean Martin-roast közvetítései, illetve Don Rickles voltak hatással.

## Könyvei
2009-ben jelent meg önéletrajza, Chocolate, Please: My Adventures in Food, Fat, and Freaks (2009) címmel. A Publishers Weekly kritikája "elég viccesnek" nevezte.